# مری آن تاوسکی
مری آن تاوسکی (انگلیسی: Mary Anne Tauskey؛ زادهٔ ۳ دسامبر ۱۹۵۵) سوارکار اهل ایالات متحده آمریکا بود.
وی در مسابقات کشوری و بین‌المللی در مجموع برندهٔ ۱ مدال طلا شده‌است.